# Mongkhonchai Lekpimai

Hua Hin Maraleina FC
Mongkhonchai Lekpimai (thailändisch มงคลชัย เหล็กพิมาย; * 11. Februar 2006) ist ein thailändischer Fußballspieler.

## Karriere
Mongkhonchai Lekpimai steht seit dem 1. August 2024 beim Zweitligisten Suphanburi FC unter Vertrag. Sein Zweitligadebüt für den Verein aus Suphanburi gab Lekpimai am 18. August 2024 (2. Spieltag) im Auswärtsspiel gegen den Aufsteiger Sisaket United FC. Bei der 2:0-Niederlage wurde er in der 46. Minute für Panupong Rungsuree eingewechselt. Nach vier Ligaspielen wurde sein Vertrag nach der Hinrunde im Januar 2025 nicht verlängert. Im gleichen Monat unterschnrieb er einen Vertrag beim Drittligisten Hua Hin Maraleina FC. Der Verein spielt in der Western Region der Liga.